# Ralf Scherbaum
Ralf Scherbaum (* 19. März 1973 in Würzburg) ist ein ehemaliger deutscher Fußballtorhüter.

## Karriere
Entdeckt wurde Scherbaum vom TSV Grombühl, wo er in der Jugendmannschaft mit Frank Baumann (Vizeweltmeister, deutscher Meister und Pokalsieger) spielte. Zugleich absolvierte er eine Ausbildung zum Elektroinstallateur.
Danach ging Scherbaum zum 1. FC Schweinfurt 05 und spielte dort bis 1994.
Ab 1994 spielte Scherbaum beim TSV Vestenbergsgreuth in der neu gegründeten Regionalliga Süd. Dabei war Teil der Mannschaft, welche 1994 in der 1. Runde des DFB-Pokals sensationell mit 1:0 gegen den FC Bayern München gewinnen konnte. 1996 wechselte er zurück zum 1. FC Schweinfurt 05. In der Saison 2004/05 wechselte Scherbaum wieder zum Würzburger FV.
2009 wird Scherbaum Co-Trainer beim Würzburger FV. Für das Jahr 2008 wurde Scherbaum zum besten Torwart der Bayernliga gewählt.
In der Saison 2012/13 wechselte Scherbaum als Co-Trainer zum TSV Kleinrinderfeld. Seit 2015 ist er in gleicher Funktion beim TSV Lengfeld tätig.

## Erfolge
- Bester Torwart der Bayernliga 2008
- 33 Spiele in der Zweiten Bundesliga 2001/02
- Bayrischer Hallenmeister 2005
- Qualifikation zur DFB-Pokal-Hauptrunde 2007
- Meister der Landesliga Nord 2004/05
- Meister der Landesliga Nord 2009/10